# Le francesi si confessano
Le francesi si ribellano (À propos de la femme) è un film del 1969, diretto da Claude Pierson.